# Vácduka
Vácduka è un comune dell'Ungheria di 1.367 abitanti (dati 2012) situato nella contea di Pest, nell'Ungheria settentrionale.